# Porosty workowe
Porosty workowe (Ascolichenes) – porosty, w których mykobiontem są grzyby workowe (Ascomycota). We współczesnej taksonomii porosty zaliczane są do grzybów. Porosty workowe nie są taksonem, lecz nieformalną grupą. Stanowią ogromną większość porostów – aż 98% gatunków. Pozostałe 2% to porosty podstawkowe tworzone przez grzyby podstawkowe lub porosty niedoskonałe tworzone przez grzyby niedoskonałe.